# Jarun

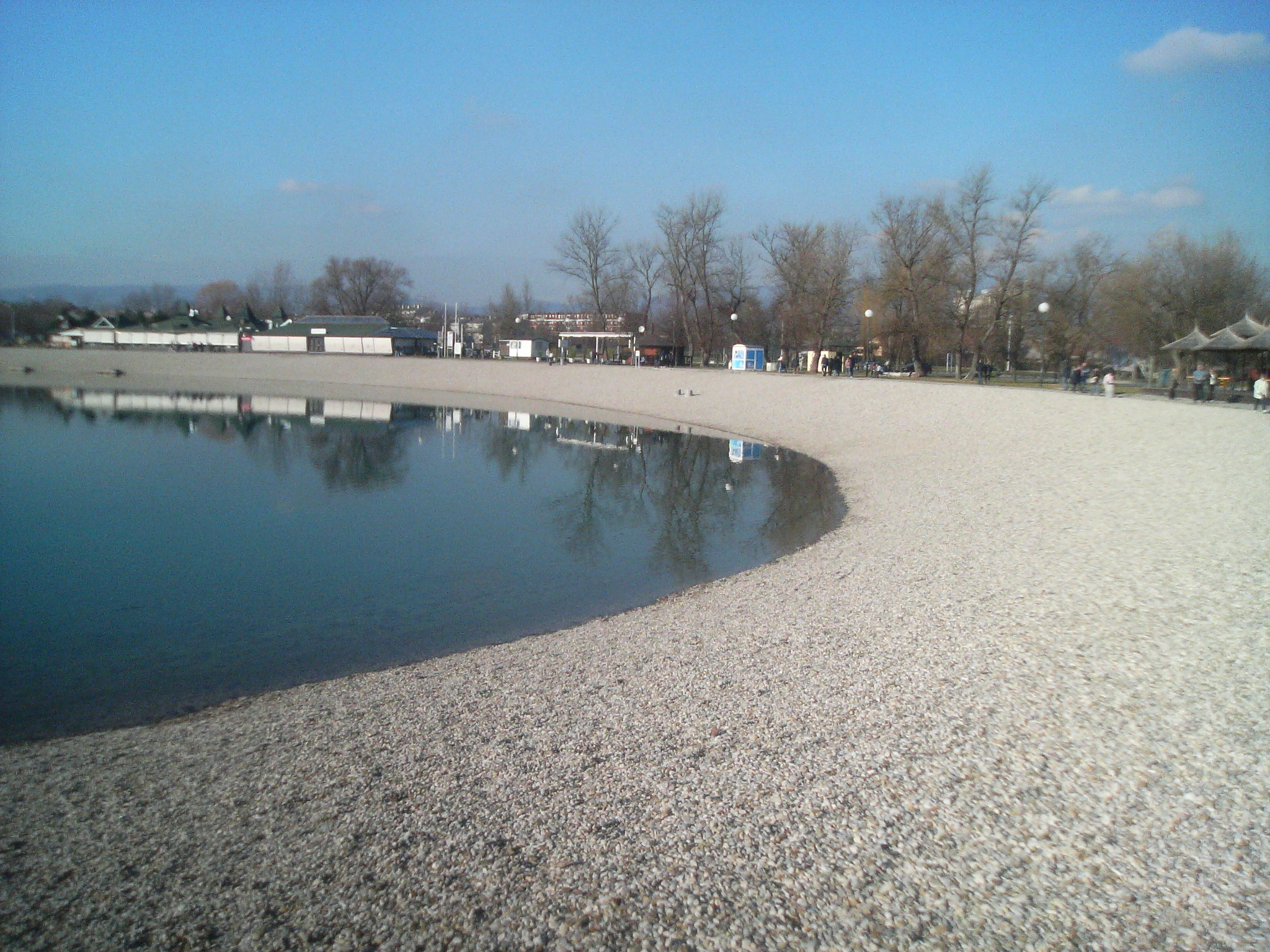
Une plage du lac de Jarun

Jarun est un quartier situé dans la banlieue sud de Zagreb (Croatie). Le nom Jarun vient du lac formé par la rivière Save qui borde la capitale croate.
Ce quartier résidentiel est connu pour son complexe sportif où les habitants viennent pratiquer l'aviron, le roller, le footing ou simplement se promener le long des plages artificielles.

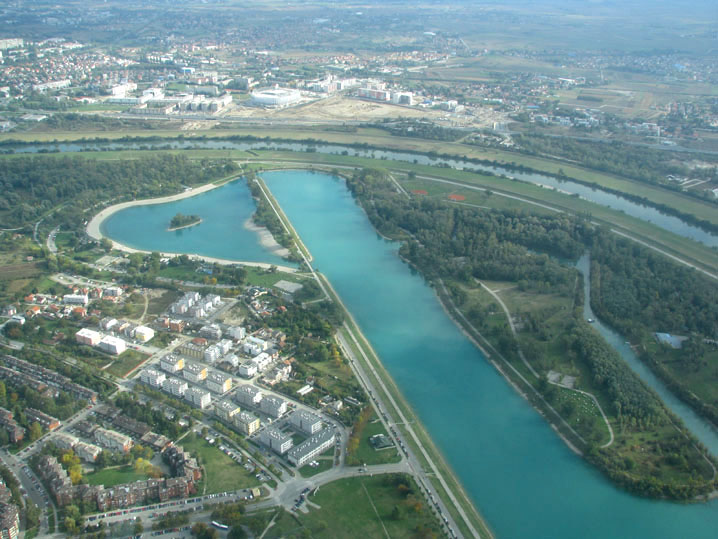
Vue aérienne et lac Jarun

Le complexe de Jarun compte aussi de nombreux bars, restaurants et boites de nuits très appréciés durant l'été.
On y retrouve notamment le club « Baobad » ainsi que le « Lake City ». Le complexe fut construit en 1987 pour y accueillir les Jeux mondiaux universitaires.
Aujourd'hui il abrite la plus grande université de Zagreb. Jarun, au sens large, c'est aussi les quartiers de Staglišće et Gredice.